# Урбанізація
Урбаніза́ція  (від лат. urbanus — міський) — зростання значення міст у розвитку суспільства, яке супроводжується ростом і розвитком міських поселень, зростанням питомої ваги міського населення, поширенням міського способу життя в певному регіоні, країні, світі.
За підрахунками вчених господарські втрати від хвороб урбанізації (перш за все шуму, стресу, забруднення) перевищують втрати від страйків.

## Історія

Урбанізація за останні 500 років

Глобальна карта, що ілюструє перші осередки та поширення міських центрів у світі, на основі.

Від розвитку найдавніших міст у Цивілізації долини Інду, Месопотамії та Єгипті до 18 століття існував баланс між переважною більшістю населення, зайнятого натуральним сільським господарством у сільській місцевості, та невеликими населеними пунктами в містах, де економічна діяльність здебільшого складалася з торгівлі на ринках і дрібного виробництва. Через примітивний і відносно застійний стан сільського господарства протягом цього періоду співвідношення сільського та міського населення залишалося стабільним. Однак значне зростання відсотка глобального міського населення можна простежити в 1-му тисячолітті до н.е.
З початком Британської аграрної революції та Промислової революції наприкінці 18 століття цей баланс був остаточно порушений, і протягом 19 століття відбувся безпрецедентний ріст міського населення, як через продовження міграції з сільської місцевості, так і через значне демографічне розширення, яке відбувалося в той час. В Англії та Уельсі частка населення, що проживала в містах з населенням понад 20 000 осіб, зросла з 17% у 1801 році до 54% у 1891 році. Більше того, використовуючи ширше визначення урбанізації, у 1891 році урбанізоване населення Англії та Уельсу становило 72% від загальної чисельності, тоді як в інших країнах цей показник становив 37% у Франції, 41% у Пруссії та 28% у Сполучених Штатах.
Оскільки робітники звільнялися від праці на землі завдяки вищій продуктивності сільського господарства, вони зосереджувалися в нових промислових містах, таких як Манчестер і Бірмінгем, які переживали бум у торгівлі, комерції та промисловості. Зростання торгівлі по всьому світу також дозволило імпортувати зернові з Північної Америки та охолоджене м'ясо з Австралазії та Південної Америки. Просторово, міста також розширювалися завдяки розвитку систем громадського транспорту, які полегшували поїздки на довші відстані до центру міста для робітничого класу. Урбанізація швидко поширилася по всьому західному світу, і з 1950-х років вона почала набирати обертів також у світі, що розвивається. На початку 20-го століття лише 15% світового населення проживало в містах. За даними ООН, 2007 рік став переломним моментом, коли вперше в історії людства понад 50% світового населення проживало в містах.
Єльський університет у червні 2016 року опублікував дані про урбанізацію за період з 3700 року до н.е. до 2000 року н.е., ці дані були використані для створення відео, що показує розвиток міст у світі протягом цього періоду. Походження та поширення міських центрів по всьому світу також були картографовані археологами.

## Домінуюча конурбація
Домінуюча конурбація(ї) країни може отримувати більше переваг від тих самих речей, які пропонують міста, приваблюючи сільське населення, а також міське та приміське населення з інших міст. Домінуючі конурбації часто є непропорційно великими містами, але це не обов’язково. Наприклад, Велика Маніла є конурбацією, а не містом. Її загальне населення у 20 мільйонів (понад 20% національного населення) робить її приматним містом, але Кесон-Сіті (2,7 мільйона), найбільший муніципалітет у Великій Манілі, і Маніла (1,6 мільйона), столиця, є звичайними містами. Домінування конурбації можна виміряти за обсягом виробництва, багатством і, особливо, населенням, кожне з яких виражається у відсотках від загальнонаціонального показника. Великий Сеул є однією з конурбацій, яка домінує в Південній Кореї. У ній проживає 50% усього національного населення.
Хоча Великий Пусан-Ульсан (15%, 8 мільйонів) і Велика Осака (14%, 18 мільйонів) домінують у своїх країнах, їхнє населення переміщується до їхніх ще більш домінуючих конкурентів, Сеула і Токіо відповідно.

## Економічні ефекти

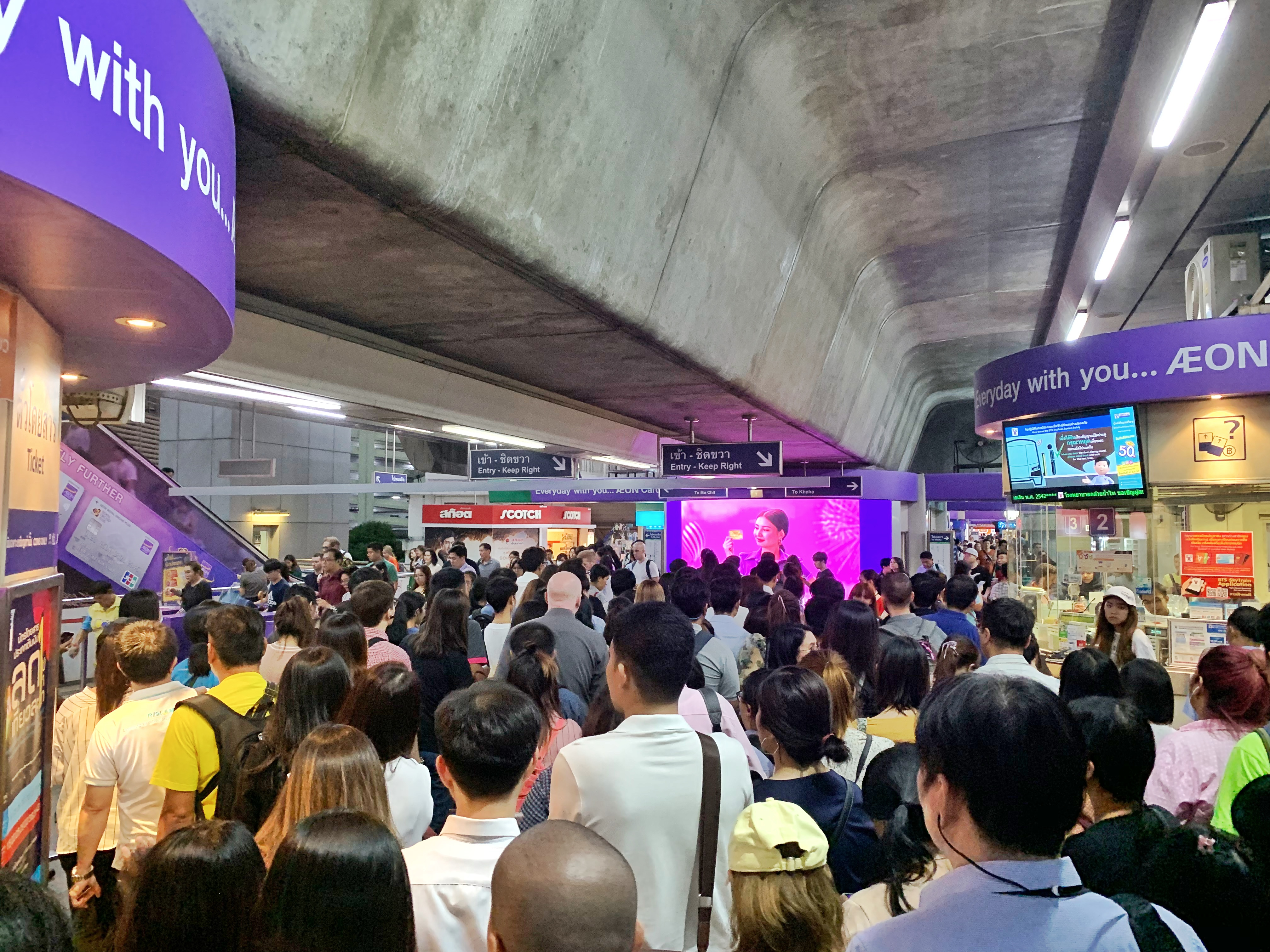
Переповнена станція BTS у годину пік у Бангкоку, Таїланд

Валовий внутрішній продукт на душу населення та рівень урбанізації

У міру розвитку міст витрати стрімко зростають. Це часто витісняє робітничий клас з ринку, включаючи чиновників і працівників місцевих районів. Наприклад, у книзі Еріка Гобсбаума «Епоха революцій: 1789–1848» (опублікованій у 1962 та 2005 роках) у розділі 11 зазначено: «Урбаністичний розвиток у наш період був гігантським процесом класової сегрегації, який виштовхував нових бідних робітників у величезні болота злиднів за межі центрів уряду, бізнесу та новостворених спеціалізованих житлових зон буржуазії. Майже універсальний європейський поділ на «хороший» західний кінець і «бідний» східний кінець великих міст сформувався в цей період». Це, ймовірно, було спричинено південно-західним вітром, який переносив дим від вугілля та інші забруднювачі вниз, роблячи західні околиці міст кращими за східні.
Подібні проблеми нині впливають на менш розвинені країни, де швидкий розвиток міст погіршує нерівність. Прагнення до швидкого зростання та ефективності може призводити до менш справедливого міського розвитку. Аналітичні центри, такі як Інститут закордонного розвитку, запропонували політики, які заохочують трудомістке виробництво для використання міграції менш кваліфікованих працівників. Однією з проблем, з якою стикаються ці мігранти, є зростання нетрів. У багатьох випадках некваліфіковані мігранти з сільської місцевості приваблюються економічними можливостями в містах. На жаль, вони не можуть знайти роботу або оплатити житло в міських районах і змушені жити в нетрях.
Міські проблеми, разом із розвитком їхньої інфраструктури, також сприяють тенденціям розвитку передмість у менш розвинених країнах, хоча тренд для центральних міст у цих країнах, як правило, продовжує ставати дедалі щільнішим. Розвиток міст часто сприймається негативно, але є й позитивні сторони, такі як скорочення транспортних витрат, створення нових робочих місць, забезпечення освіти, житла та транспорту. Проживання в містах дозволяє окремим особам і сім’ям використовувати переваги близькості до робочих місць і різноманітності.
У багатьох країнах, що розвиваються, де економіка зростає, зростання часто є хаотичним і базується на невеликій кількості галузей. Молодь у цих країнах не має доступу до фінансових послуг і консультаційних бізнес-послуг, не може отримати кредит для відкриття бізнесу та не володіє підприємницькими навичками. Через це вони не можуть скористатися можливостями в цих галузях. Забезпечення підлітків доступом до якісних шкіл та інфраструктури для роботи в таких галузях, а також покращення шкіл є обов’язковим для сприяння справедливому суспільству.

## Характерні риси
Сучасна урбанізація як всесвітнє явище має три спільні риси, притаманні для більшості країн.
Перша риса — швидкі темпи зростання кількості міського населення.
приклад: У 1800 р. в містах проживало близько 14 % населення світу, у 1950 р. — 29 %, а в 1990 р. — 46 %. У середньому міське населення щороку збільшується приблизно на 50 млн осіб.
Друга риса — зосередження населення і господарства переважно у великих містах. Це пояснюється насамперед характером виробництва, ускладненням його зв'язків з наукою, освітою. Крім того, великі міста зазвичай повніше задовольняють духовні потреби людей, краще забезпечують достаток і різноманітність товарів і послуг, доступ до даних.
Приклад: На початку XX сторіччя у світі налічувалося 360 великих міст (із населенням понад 100 тис. мешканців), у яких проживало тільки 5 % усього населення. Наприкінці 80-х рр. таких міст було вже 2,5 тис., а частка їх у світовому населенні перевищила ¼. У Радянському Союзі, за переписом 1959 р., великих міст було 148, а за переписом 1989 р. — близько 300.
3-поміж великих міст прийнято окремо виділяти найбільші міста-«мільйонери» з населенням понад 1 млн мешканців. На початку XX ст. їх було всього 10, на початку 80-х рр. — понад 200.
Третя риса — «розповзання» міст, розширення їхніх територій. Для сучасної урбанізації особливо властивим є перехід від простих до групових форм міського розселення — від звичайного «точкового» міста до міських агломерацій — компактних територіальних угруповань міських і сільських поселень. Ядрами найбільших міських агломерацій стають переважно столиці, найважливіші промислові та портові центри.

## Рівні та темпи урбанізації

Глобальна карта, що ілюструє першу появу та поширення міських центрів у всьому світі, через землекористування.

Попри спільні риси, урбанізація в різних країнах і регіонах має певні відмінності, зокрема неоднакові рівні та темпи.
За рівнем урбанізації всі країни світу можна поділити на три великі групи. Але найбільша відмінність помітна між більш і менш розвинутими країнами. У розвинутих країнах рівень урбанізації в середньому становить 71 %, а в країнах, що розвиваються,— 33 %.
Темпи урбанізації багато в чому залежать від її рівня. У наші дні міське населення в країнах, що розвиваються, зростає в 3 рази швидше, ніж у розвинутих. На них тепер припадає 1/6 усього щорічного приросту міських мешканців.

## Стадії урбанізації
Вважається, що процес урбанізації пройшов три стадії:
1. Від виникнення міст до XVIII ст.;
2. Кінець XVIII — початок XX ст., коли відбувалося швидке зростання розмірів і чисельності міст;
3. Метрополізація, яка характеризується зосередженням людей, багатств, політичних, економічних, культурних установ у містах у XX ст.

Іноді виділяють четверту стадію — дезурбанізацію, тобто зростання передмість, міграцію у сільські райони, планування нових міст тощо.

## Соціологічний та демографічний підхід до урбанізації
За спостереженнями міжвоєнного періоду Луїс Вірт запровадив судження, побудовані на дослідженні американських міст, які згодом були прийняті як універсальні. У соціологічному плані місто трактується як місце, яке протиставляється сільській місцевості, що зумовлено стилем життя та такими ознаками, як: просторова сегрегація мешканців, знеособлені соціальні відносини, раціональність дій та виникнення аномії (безладдя).
Ідеї будинку-комуни з повним усуспільненням побуту. Архітектор Гінзбург Мойсей Якович запропонував свій «комунальний будинок перехідного типу» у Москві — будинок Наркомфіну (будувався у 1928—30). Наприкінці 1929 року відмову від сімейної квартири було декларовано Раднаркомом РСФРР і житло з «узагальненим побутом» почало в ідеологічному сенсі офіційно набувати характеру єдиноможливого. Будинок Наркомфіну став «експериментальним комунальним будинком перехідного типу». За словами архітектора М. Я. Гінзбурга, «комунальний будинок» повинен «сприяти якнайшвидшому безболісному переходу до вищих форм господарства» нового колективного способу життя.
Коли пристосування до зміни умов набуло ознак, визначилось що не тільки в сільській місцевості, а й у великих містах, первинні групи відіграють важливу роль у суспільному житті.

## Стан на кінець XX ст.
У 1990 р. у містах світу мешкало близько 45 % населення світу. У середньому міське населення щорічно збільшувалося приблизно на 50 млн осіб. Наприкінці 1980-х рр. у світі було 2,5 тис. великих міст, а частка їх у світовому населенні перевищувала 1/3. Більше ніж 200 з них мали населення понад 1 млн осіб. Відбувався перехід від компактного міста до міських агломерацій — територіальних угруповань міських і сільських поселень. Ядрами найбільших міських агломерацій найчастіше ставали столиці, найважливіші промислові та портові центри. Найбільші міські агломерації склалися навколо Мехіко, Токіо, Сан-Паулу та Нью-Йорку, з чисельністю населення по 16-20 млн осіб.